# Lochristi
Lochristi is een plaats en gemeente in de Belgische provincie Oost-Vlaanderen. De gemeente telt ruim 30.000 inwoners, die Lochristinaars worden genoemd. Lochristi is bekend om zijn bloemen (azalea's en begonia's). Lochristi ligt enkele kilometer ten noordoosten van Gent, op de weg naar Lokeren. Het heeft een afrit aan de E17 en sluit aan op de R4 (ring rond Gent).

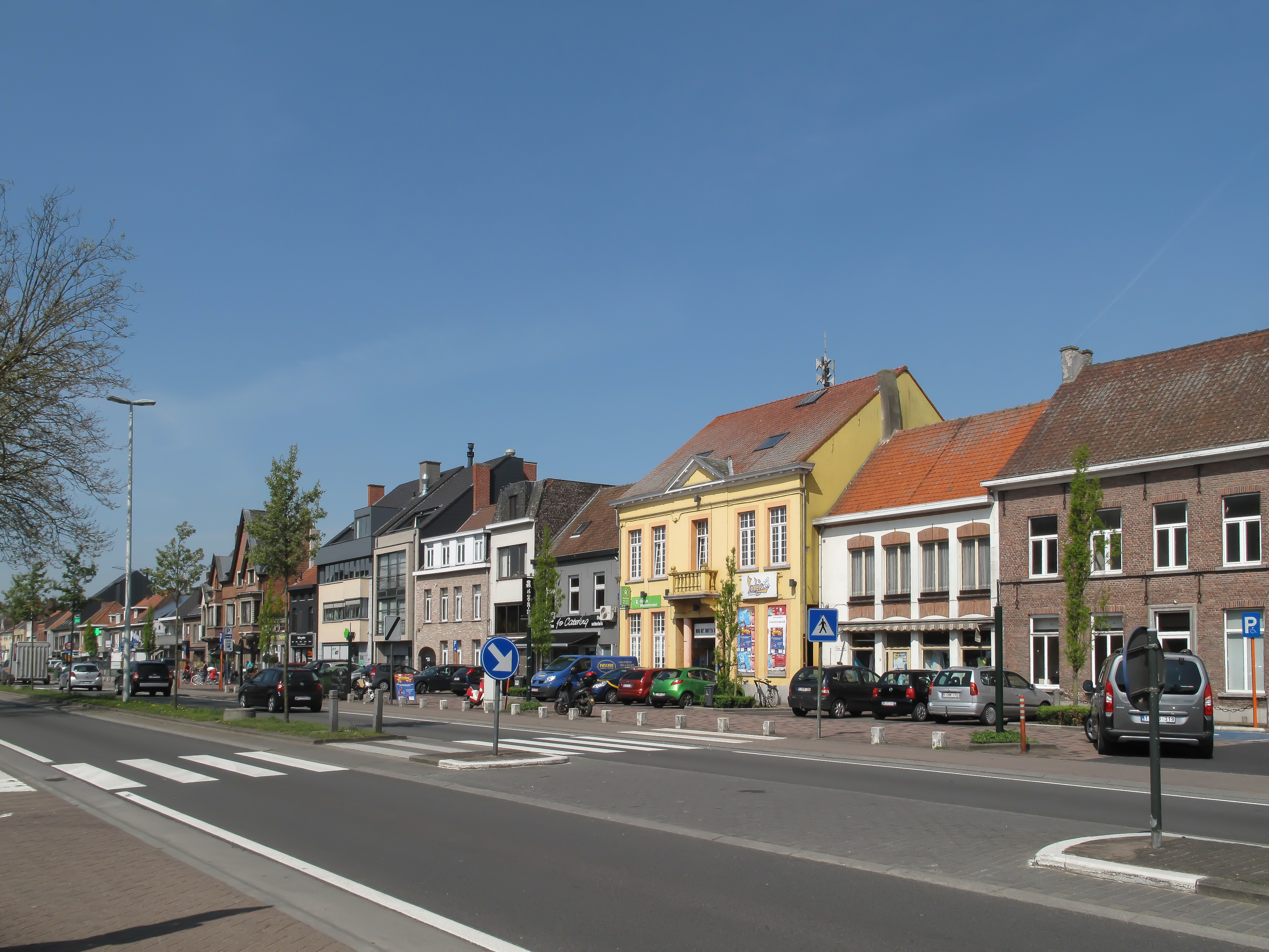
Straatzicht Dorp-West

## Etymologie
De vroegste bekende naam van de plaats is "Lo". Dit had de betekenis open plek in een bos. De monniken van de Sint-Baafsabdij hebben hier "Lo Christi" of "Lo Sancti Christi" van gemaakt om het onderscheid te maken met andere plaatsen die de naam Lo droegen (Zie Lo-ten-hulle), en dat Lo Christi deel was van de Heilig Kerstparochie van Gent.

Volgens Maurits Gysseling sloeg de Lo op een open plek in Lobos.

## Geschiedenis
Lochristi behoorde tot de Oudburg van Gent, deel van Kroon-Vlaanderen van het graafschap Vlaanderen en via deze tot het Franse koninkrijk.
De H. Kerstparochie van Gent, afhankelijk van de Gentse Sint-Baafsabdij, omvatte het gebied van de latere gemeenten Oostakker, Sint-Amandsberg, Lochristi, Zaffelare, Zeveneken, Mendonk, Desteldonk, Destelbergen, en het Gentse stadsdeel Sint-Baafsdorp en Meulestede. Lochristi werd afgescheiden van deze oerparochie in de eerste helft van de 13de eeuw, toen Zaffelare en Mendonk reeds als zelfstandige parochies bestonden. In 1287 werd de parochie Lochristi verkleind door de afscheiding van Zeveneken.
Een plaats in Lochristi, Hijfte, is een van de weinige plekken die vernoemd worden in het Middeleeuws epos Van den Vos Reynaerde.
In Lochristi stonden meerdere windmolens. De Bundermolen, gebouwd in 1654 was eerst een staakmolen en werd later herbouwd als stenen bergmolen. Hij werd gesloopt in 1960.
Lochristi en Wachtebeke hebben op 16 december 2021 te kennen gegeven om tegen het jaar 2025 vrijwillig te fuseren tot een grote gemeente. De fusie werd op 27 november 2023 officieel goedgekeurd en ging in per 1 januari 2025.

## Kernen
Naast Lochristi zelf bestaat de gemeente nog uit de deelgemeenten Beervelde, Zaffelare en Zeveneken en sinds de fusie op 1 januari 2025 ook de voormalige zelfstandige gemeente Wachtebeke. Ten noorden van het dorpscentrum van Lochristi ligt het kleine dorpje Hijfte.

### Deelgemeenten
|   | Naam            | Opp. (km²) | Inwoners (2020) | Inwoners per km² | NIS-code |
| - | --------------- | ---------- | --------------- | ---------------- | -------- |
| 1 | Lochristi (I)   | 21,14      | 13.503          | 639              | 44034A   |
| 2 | Zaffelare (III) | 15,32      | 3.966           | 259              | 44034B   |
| 3 | Zeveneken (IV)  | 8,55       | 2.334           | 273              | 44034C   |
| 4 | Beervelde (II)  | 15,66      | 2.801           | 179              | 44034D   |
| 5 | Wachtebeke      | 34,63      | 7.897           | 228              | 44073    |

De gemeente Lochristi grenst aan volgende gemeenten en deelgemeenten:
- a. Eksaarde (Lokeren)
- b. Lokeren
- c. Kalken (Laarne)
- d. Laarne
- e. Heusden (Destelbergen)
- f. Destelbergen
- g. Oostakker (Gent)
- h. Desteldonk (Gent)
- i. Mendonk (Gent)
- j. Wachtebeke

### Kaart

Lochristi, deelgemeenten en buurgemeente

## Bezienswaardigheden
- De Sint-Niklaaskerk
- Het gemeentehuis

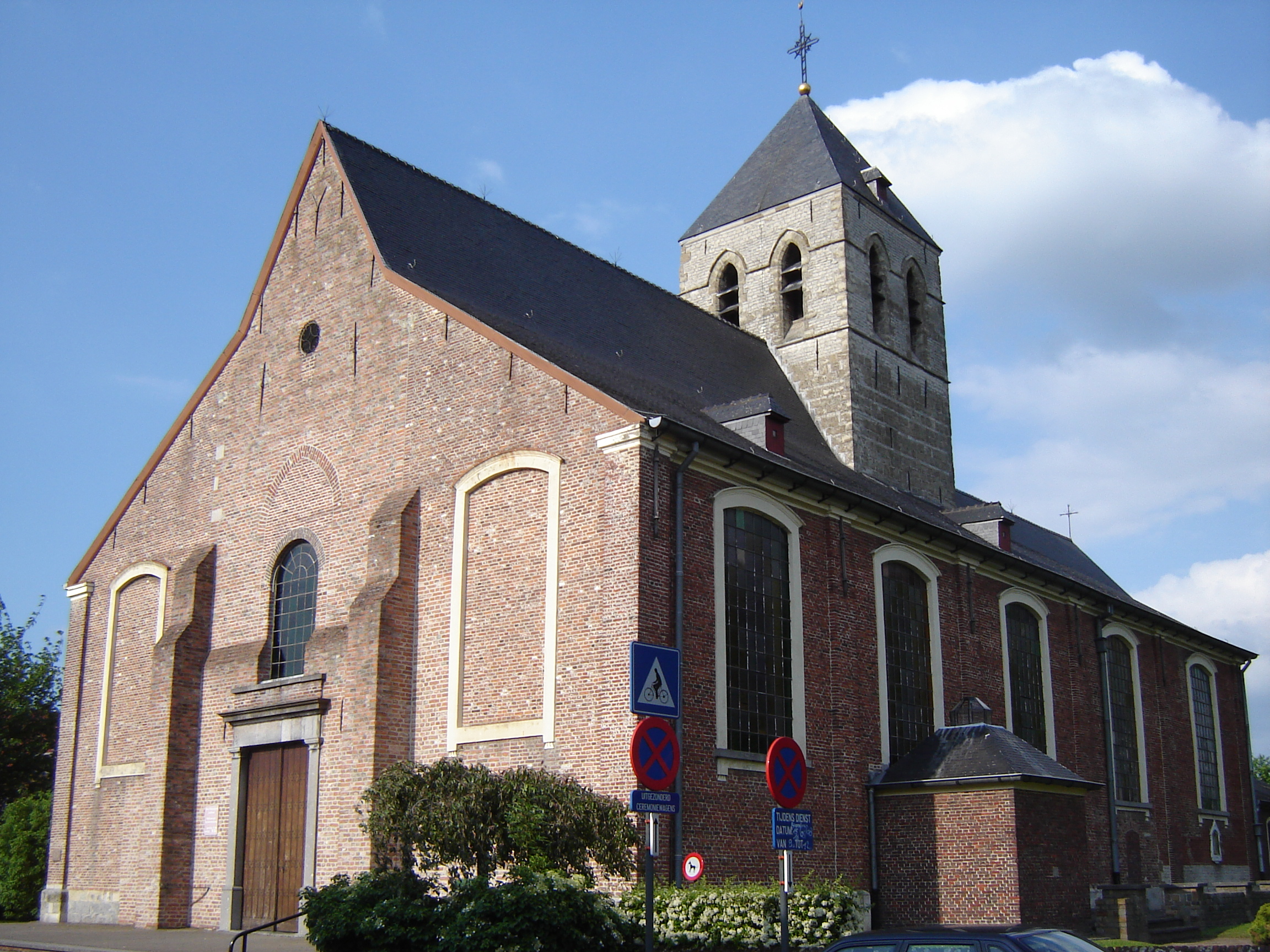
Sint-Niklaaskerk

- Het Kasteel Rozelaar, met het park en de bijgebouwen
- De Hoeve met duiventoren
- In Lochristi staan enkele beschermde villa's, zoals Villa Braeckman, de Villa's Van der Linden en Villa Paula.
- Een plataan uit 1831 als vrijheidsboom naar aanleiding van de Belgische Onafhankelijkheid. Deze boom werd beschermd omwille van zijn erfgoedwaarde.

## Natuur en landschap
Lochristi ligt in Zandig Vlaanderen en wel in het Waasland. De hoogte bedraagt ongeveer 8 meter. Vanaf de 2e helft van de 19e eeuw nam de teelt van begonia's en azalea's een grote vlucht. Er zijn nog steeds veel tuinbouwbedrijven. Een belangrijke waterloop is de Westlede, welke in oostelijke richting naar de Durme stroomt.

### Wonderwoud
Het Wonderwoud is een groenpool van 200 hectare die vanaf 2023 aangelegd wordt ten westen van het centrum van Lochristi, na het beëindigen van de zandwinning. Het wordt een van de grote groenpolen rond Gent, naast de Gentbrugse Meersen, de Vinderhoutse Bossen en het Parkbos. De groenpool wordt aangelegd op de site waar ooit twee landingsbanen in ruwbouw aangelegd zijn voor een voorgesteld vliegveld. Dit voorgesteld vliegveld was niet gerelateerd met een ander vliegveld verderop in Oostakker voor de Duitse luchtmacht vanaf 1917 (Eerste Wereldoorlog).

## Demografie

### Demografische evolutie voor de fusie
- Bronnen:NIS, Opm:1831 t/m 1970=volkstellingen; 1976=inwoneraantal op 31 december

### Demografische ontwikkeling van de fusiegemeente
Alle historische gegevens hebben betrekking op de huidige gemeente, inclusief deelgemeenten, zoals ontstaan na de fusie van 1 januari 1977.
- Bronnen:NIS, Opm:1831 tot en met 1981=volkstellingen; 1990 en later= inwonertal op 1 januari

| Inwoners van jaar tot jaar op 1 januari 1992 tot heden | Inwoners van jaar tot jaar op 1 januari 1992 tot heden | Inwoners van jaar tot jaar op 1 januari 1992 tot heden |
| jaar                                                   | Aantal                                                 | Evolutie: 1992=index 100                               |
| ------------------------------------------------------ | ------------------------------------------------------ | ------------------------------------------------------ |
| 1992                                                   | 17.423                                                 | 100,0                                                  |
| 1993                                                   | 17.427                                                 | 100,0                                                  |
| 1994                                                   | 17.639                                                 | 101,2                                                  |
| 1995                                                   | 17.817                                                 | 102,3                                                  |
| 1996                                                   | 18.017                                                 | 103,4                                                  |
| 1997                                                   | 18.244                                                 | 104,7                                                  |
| 1998                                                   | 18.522                                                 | 106,3                                                  |
| 1999                                                   | 18.852                                                 | 108,2                                                  |
| 2000                                                   | 18.907                                                 | 108,5                                                  |
| 2001                                                   | 19.098                                                 | 109,6                                                  |
| 2002                                                   | 19.280                                                 | 110,7                                                  |
| 2003                                                   | 19.422                                                 | 111,5                                                  |
| 2004                                                   | 19.644                                                 | 112,7                                                  |
| 2005                                                   | 19.924                                                 | 114,4                                                  |
| 2006                                                   | 20.111                                                 | 115,4                                                  |
| 2007                                                   | 20.395                                                 | 117,1                                                  |
| 2008                                                   | 20.742                                                 | 119,0                                                  |
| 2009                                                   | 21.216                                                 | 121,8                                                  |
| 2010                                                   | 21.386                                                 | 122,7                                                  |
| 2011                                                   | 21.609                                                 | 124,0                                                  |
| 2012                                                   | 21.779                                                 | 125,0                                                  |
| 2013                                                   | 21.901                                                 | 125,7                                                  |
| 2014                                                   | 21.909                                                 | 125,7                                                  |
| 2015                                                   | 22.073                                                 | 126,7                                                  |
| 2016                                                   | 22.117                                                 | 126,9                                                  |
| 2017                                                   | 22.220                                                 | 127,5                                                  |
| 2018                                                   | 22.300                                                 | 128,0                                                  |
| 2019                                                   | 22.489                                                 | 129,1                                                  |
| 2020                                                   | 22.610                                                 | 129,8                                                  |
| 2021                                                   | 22.621                                                 | 129,8                                                  |
| 2022                                                   | 22.897                                                 | 131,4                                                  |
| 2023                                                   | 23.073                                                 | 132,4                                                  |
| 2024                                                   | 23.028                                                 | 132,2                                                  |

### Demografische ontwikkeling van de fusiegemeente zoals ontstaan op 1 januari 2025
Deze evolutie is gemaakt op basis van de historische gegevens die betrekking hebben op de twee gemeenten, inclusief hun deelgemeenten, die samen de nieuwe fusiegemeente vormen vanaf 1 januari 2025.
- Bronnen:NIS, Opm:1831 tot en met 1981=volkstellingen; 1990 en later= inwonertal op 1 januari

| Inwoners van jaar tot jaar op 1 januari 1992 tot heden | Inwoners van jaar tot jaar op 1 januari 1992 tot heden | Inwoners van jaar tot jaar op 1 januari 1992 tot heden |
| jaar                                                   | Aantal                                                 | Evolutie: 1992=index 100                               |
| ------------------------------------------------------ | ------------------------------------------------------ | ------------------------------------------------------ |
| 1992                                                   | 24.415                                                 | 100,0                                                  |
| 1993                                                   | 24.374                                                 | 99,8                                                   |
| 1994                                                   | 24.630                                                 | 100,9                                                  |
| 1995                                                   | 24.818                                                 | 101,7                                                  |
| 1996                                                   | 24.939                                                 | 102,1                                                  |
| 1997                                                   | 25.091                                                 | 102,8                                                  |
| 1998                                                   | 25.356                                                 | 103,9                                                  |
| 1999                                                   | 25.663                                                 | 105,1                                                  |
| 2000                                                   | 25.716                                                 | 105,3                                                  |
| 2001                                                   | 25.883                                                 | 106,0                                                  |
| 2002                                                   | 26.116                                                 | 107,0                                                  |
| 2003                                                   | 26.284                                                 | 107,7                                                  |
| 2004                                                   | 26.459                                                 | 108,4                                                  |
| 2005                                                   | 26.776                                                 | 109,7                                                  |
| 2006                                                   | 26.992                                                 | 110,6                                                  |
| 2007                                                   | 27.270                                                 | 111,7                                                  |
| 2008                                                   | 27.773                                                 | 113,8                                                  |
| 2009                                                   | 28.242                                                 | 115,7                                                  |
| 2010                                                   | 28.454                                                 | 116,5                                                  |
| 2011                                                   | 28.821                                                 | 118,0                                                  |
| 2012                                                   | 29.061                                                 | 119,0                                                  |
| 2013                                                   | 29.196                                                 | 119,6                                                  |
| 2014                                                   | 29.249                                                 | 119,8                                                  |
| 2015                                                   | 29.523                                                 | 120,9                                                  |
| 2016                                                   | 29.705                                                 | 121,7                                                  |
| 2017                                                   | 29.813                                                 | 122,1                                                  |
| 2018                                                   | 29.983                                                 | 122,8                                                  |
| 2019                                                   | 30.260                                                 | 123,9                                                  |
| 2020                                                   | 30.419                                                 | 124,6                                                  |
| 2021                                                   | 30.390                                                 | 124,5                                                  |
| 2022                                                   | 30.744                                                 | 125,9                                                  |
| 2023                                                   | 30.910                                                 | 126,6                                                  |
| 2024                                                   | 30.925                                                 | 126,7                                                  |
| 2025                                                   | 30.916                                                 | 126,6                                                  |

## Evenementen
Sinds 1972 wordt in Lochristi jaarlijks de Lodejofeesten gehouden. Van 1950 tot halverwege jaren 1980 bezocht men van heinde en verre het Begoniafestival in Lochristi. In 2016 kreeg dat eenmalig navolging met het succesvolle kunsten- en bloemenfestival Ambrosiana. Sinds 2008 wordt er ook wekelijks een markt gehouden in het centrum van Lochristi. In Beervelde vindt ieder jaar de aardbeienmarkt plaats. Verschillende aardbeientelers verkopen hun aardbeien op de markt.

## Politiek
Burgemeesters van Lochristi waren:
- ?-1830: Joannes Baptista De Mey
- 1830-1831: Martinus Emmanuel Van Quickenborne
- 1832-1847: Joannes Baptista Geldof
- 1848-1861: Alois Buyle
- 1862-1863: A. de Schampheleer
- 1864-1866: Francis De Vylder
- 1867-1870: Desire Van den Plas
- 1870-1872: Theodoor Adriaenssens
- 1872-1894: Gustaaf Bernard De Mey
- 1895-1921: Prosper Vermeulen
- 1921-1934: Petrus Bernardus Van Acker
- 1934-1938: Theophiel Francies Van der Sypt
- 1939-1947: Alphonsius Eggermont
- 1947-1992: Jean De Schryver
- 1993-2000: Hilaire Schoonjans
- 2001-heden: Yves Deswaene

#### 2025-2030
Burgemeester is Yves Deswaene (Open Vld). Hij leidt een meerderheid bestaande uit zijn partij Open Vld en CD&V, die beschikken over 21 van de 31 zetels in de gemeenteraad. De andere partijen in de gemeenteraad zijn N-VA, Vooruit Plus en Vlaams Belang.

### Resultaten gemeenteraadsverkiezingen sinds 1976
| Partij               | Partij                                                     | 10-10-1976 | 10-10-1976 | 10-10-1982 | 10-10-1982 | 9-10-1988 | 9-10-1988 | 9-10-1994 | 9-10-1994 | 8-10-2000 | 8-10-2000 | 8-10-2006 | 8-10-2006 | 14-10-2012 | 14-10-2012 | 14-10-2018 | 14-10-2018 | 13-10-2024 | 13-10-2024 |
| Stemmen / Zetels     | Stemmen / Zetels                                           | %          | 23         | %          | 25         | %         | 25        | %         | 25        | %         | 25        | %         | 27        | %          | 27         | %          | 27         | %          | 31         |
| -------------------- | ---------------------------------------------------------- | ---------- | ---------- | ---------- | ---------- | --------- | --------- | --------- | --------- | --------- | --------- | --------- | --------- | ---------- | ---------- | ---------- | ---------- | ---------- | ---------- |
|                      | AGALEV1/ Groen!2/ Groen3/ Groen-sp.aC/ Vooruit PlusD       | -          |            | 6,151      | 0          | 5,731     | 0         | 7,721     | 1         | 7,621     | 1         | 5,332     | 0         | 5,433      | 0          | 9,7C       | 2          | 11,3D      | 3          |
|                      | SP1 / O.V.S.A / LOVSB / sp.a2 / Groen-sp.aC/ Vooruit PlusD | 6,241      | 0          | 7,061      | 1          | 8,141     | 1         | 5,361     | 0         | 10,96A    | 2         | 5,88B     | 1         | 4,042      | 0          | 9,7C       | 2          | 11,3D      | 3          |
|                      | VU1 / O.V.S.A / LOVSB / N-VA2                              | 7,091      | 1          | 9,541      | 2          | 5,781     | 0         | 4,491     | 0         | 10,96A    | 2         | 5,88B     | 1         | 18,002     | 5          | 15,82      | 4          | 15.8       | 5          |
|                      | CVP1 / CD&V2                                               | 42,171     | 12         | 45,771     | 13         | 46,421    | 14        | 42,781    | 14        | 35,251    | 10        | 27,232    | 8         | 18,932     | 5          | 17,52      | 5          | 18,52      | 6          |
|                      | PVV1 / VLD2 / Open Vld3                                    | 28,981     | 7          | 31,481     | 9          | 32,461    | 10        | 30,962    | 9         | 35,972    | 10        | 51,832    | 16        | 49,333     | 17         | 49,23      | 15         | 41,23      | 15         |
|                      | Vlaams Blok1 / Vlaams Belang2                              | -          |            | -          |            | 1,471     | 0         | 6,731     | 1         | 10,21     | 2         | 9,722     | 2         | 4,272      | 0          | 7,92       | 1          | 10,22      | 2          |
|                      | Loots Onafhankelijk                                        | -          |            | -          |            | -         |           | -         |           | -         |           | -         |           | -          |            | -          |            | 3,0        | 0          |
|                      | Block                                                      | 15,52      | 3          | -          |            | -         |           | -         |           | -         |           | -         |           | -          |            | -          |            | -          |            |
|                      | W.O.W.                                                     | -          |            | -          |            | -         |           | 1,96      | 0         | -         |           | -         |           | -          |            | -          |            | -          |            |
| Totaal stemmen       | Totaal stemmen                                             | -          | -          | 11288      | 11288      | 12036     | 12036     | 12758     | 12758     | 13765     | 13765     | 14981     | 14981     | 16044      | 16044      | 16819      | 16819      | 14999      | 14999      |
| Opkomst %            | Opkomst %                                                  |            |            |            |            | 96,19     | 96,19     | 94,68     | 94,68     | 93,97     | 93,97     | 96,14     | 96,14     | 94,56      | 94,56      | 96,0       | 96,0       | 62,1       | 62,1       |
| Blanco en ongeldig % | Blanco en ongeldig %                                       | 0          | 0          | 3,23       | 3,23       | 3,09      | 3,09      | 3,5       | 3,5       | 2,91      | 2,91      | 2,45      | 2,45      | 2,81       | 2,81       | 2,8        | 2,8        | 0,9        | 0,9        |

De zetels van de gevormde coalitie staan vetjes afgedrukt. De grootste partij is in kleur.
Vanaf 2024 wordt ook in Wachtebeke voor de gemeenteraad van Lochristi gestemd.

## Bekende (ex-)inwoners
- Jan Bernard Jacobs (1734-1790), arts, verloskundig pionier, auteur
- Tom Audenaert, acteur
- Randall Azofeifa, voetballer
- Frank Boeckx, voetballer en voetbalanalist
- Roger Bolders, acteur
- Tom Boudeweel, sportjournalist
- Charlotte De Bruyne, actrice
- Rani De Coninck, tv-presentatrice
- Kenny Dehaes, wielrenner
- Olivier Deschacht, voetballer
- Tomas De Soete, radiopresentator
- Sabine De Vos, tv-presentatrice
- Maarten Moerkerke, tv-regisseur
- Filip Naudts, fotograaf en fotorecensent
- Wim Oosterlinck, radiopresentator
- Sven Ornelis, radiopresentator
- Benito Raman, voetballer
- Ruben Scheire, wielrenner
- Free Souffriau, actrice en zangeres
- Michel Stockx, seriemoordenaar
- Evi Van Acker, zeilster
- Ignace Van Belle (1932-2024), politicus
- Tania Van der Sanden, actrice
- Jonas Van de Steene, handbiker
- Mieke Van Hecke, gewezen directeur-generaal van het Katholiek onderwijs
- Gijs Van Hoecke, wereldkampioen baanwielrennen
- Wouter Vrancken, voetbaltrainer en voormalig voetballer
- Miguel Wiels, pianist en componist
- Florian Vermeersch, wielrenner

## Ereburgers
- Evi Van Acker, zeilster
- Jonas Van de Steene, handbiker
- Mieke Van Hecke, gewezen directeur-generaal van het Katholiek onderwijs
- Willem Van Cotthem, Emeritus Professor Dr. Plantkunde, Universiteit Gent

## Nabijgelegen kernen
Hijfte, Zaffelare, Zeveneken, Beervelde, Sint-Amandsberg